# Janice McGeachin
Janice Kyes McGeachin (Las Cruces, 18 gennaio 1963) è una politica statunitense, politicamente di destra, membro del Partito Repubblicano, Vicegovernatore dell'Idaho dal 2019 al 2023. In precedenza è stata membro della Camera dei rappresentanti dell'Idaho dal 2002 al 2012.

## Biografia
McGeachin è nata nel 1963 a Las Cruces, nel Nuovo Messico. Si è diplomata alla Skyline High School di Idaho Falls e si è laureata in finanza e contabilità presso l'Università dell'Arizona.

## Carriera

### Iniziative imprenditoriali
McGeachin ha avuto una serie di iniziative imprenditoriali. Possiede un pub irlandese a Idaho Falls ed è co-proprietaria con suo marito di un negozio all'ingrosso di ricambi per automobili e di un impianto di rigenerazione di convertitori di coppia.

### Attività politica (2000-2017)
La McGeachin si è candidata senza successo per la carica di commissario della contea di Bonneville nel 2000, la sua prima uscita per una carica elettiva. Come repubblicana, è stata membro della Camera dei rappresentanti dell'Idaho dal 2002 al 2012. In qualità di presidente del comitato per la salute e il benessere della State House, ha tagliato i finanziamenti Medicaid e ha votato contro la legislazione per creare uno scambio di assicurazioni sanitarie basato sullo stato. Alleata del movimento Tea Party, McGeachin è stata considerata una possibile sfidante repubblicana al rappresentante degli Stati Uniti Mike Simpson nel 2010, ma ha scelto di non candidarsi.
McGeachin ha sostenuto Mitt Romney sia alle primarie repubblicane del 2008 che a quelle del 2012.

### Vice Governatore dell'Idaho (2018)
Si è candidata nell'aprile 2017 per il ruolo di Vice Governatore dell'Idaho, sostenuta dal senatore statale Dean Mortimer. McGeachin ha vinto per poco le elezioni primarie repubblicane il 15 maggio 2018, con il 28,9% dei voti, poi ha sconfitto la candidata democratica Kristin Collum alle elezioni generali di novembre. Durante la campagna del 2018, McGeachin ha portato con sé le guardie di sicurezza a un dibattito presso la stazione della televisione pubblica dell'Idaho a Boise, sebbene non vi fosse alcuna minaccia nota contro di lei, e le ha definite "amiche".

#### Connessioni di estrema destra
Nel febbraio 2019, McGeachin ha pubblicato una foto sulla sua pagina Facebook in posa davanti alla porta del Campidoglio dello stato dell'Idaho con due membri del Three Percenters, un gruppo di milizie antigovernative. Gli uomini indossavano magliette che promuovevano Todd Engel, che è stato condannato al carcere in relazione al fatale incontro di Bundy con il Federal Bureau of Investigation (FBI) e il Bureau of Alcohol, Tobacco and Firearms (ATF). Per la didascalia della foto, ha scritto: "Un saluto a Todd Engel dalla capitale dell'Idaho". McGeachin è stato oggetto di critiche pubbliche per la foto e l'ha cancellata rapidamente. In una dichiarazione successiva, McGeachin ha descritto gli uomini come "due sostenitori del Secondo Emendamento che erano qui per sostenere Todd Engel, uno dell'Idaho che è stato trattato ingiustamente dal sistema giudiziario" e ha detto di aver cancellato il post dopo che "alcune persone avevano iniziato erroneamente assegnando motivi sinistri che sono contrari al mio vero carattere". Il comitato editoriale dell'Idaho Falls Post Register ha criticato McGeachin per aver abbracciato il "3 Percenters" e il movimento della milizia.
Nel febbraio 2022, McGeachin è apparsa come oratrice ospite video a sorpresa all'America First Political Action Conference, ospitata dal nazionalista bianco Nick Fuentes.  McGeachin era apparentemente una dei funzionari eletti di più alto rango a parlare alla conferenza di estrema destra. Il discorso di McGeachin alla conferenza è stato criticato dai democratici e da alcuni repubblicani per i suoi contenuti antisemiti e pro-Putin.

## Posizioni politiche
McGeachin fa parte dell'ala di estrema destra del Partito Repubblicano.  È apparsa a una manifestazione per i Three Percenters, un gruppo di movimenti di milizie antigovernative.  Si oppone all'aborto, al matrimonio tra persone dello stesso sesso e al controllo delle armi.  Si oppone all'espansione di Medicaid ed è stata una dei principali oppositori della Proposition 2 del 2018, un'iniziativa per espandere la copertura Medicaid a circa 62.000 abitanti dell'Idaho. Si oppone al salario minimo, ritenendo che il governo non dovrebbe svolgere alcun ruolo nella determinazione dei salari".  Nell'opuscolo elettorale, ha affermato: "Il governo federale è diventato troppo restrittivo nel modo in cui insegniamo ai nostri figli, gestiamo l'assistenza sanitaria, costruiamo le nostre strade e gestiamo le nostre risorse". Ha accusato l'amministrazione Biden di cercare di indottrinare gli scolari all'"ideologia marxista e socialista" e ritiene che l'Idaho dovrebbe promuovere la "sovranità statale" rifiutando i fondi federali per una varietà di programmi.